# 金州駅
金州駅（きんしゅうえき）は、中華人民共和国遼寧省大連市金州区に位置する駅。1903年開業。瀋陽鉄路局大連鉄道分局の管轄する1等駅。瀋大線、金荘線、丹大線の駅。優等列車を含め一日平均60本の列車が発着する。大連経済技術開発区大窯湾港区への貨物線金窯線も分岐している。
2008年～2009年にかけて、金州駅の改修が行われた。

## 利用可能な鉄道路線
- 中華人民共和国鉄道部（中国国鉄）
  - 瀋大線
  - 金荘線（廃止）
  - 金窯線
  - 丹大都市間鉄道

## 歴史
- 1903年、東清鉄道の南満州支線に金州駅が建設される。ロシア風の木造一階建て駅舎で、建築面積は508平米。
- 1905年、南満州鉄道。
- 1938年、火災に見舞われ、二代目の駅舎を建築。建築面積は839平米、床面積は1,592平米。中華人民共和国成立後に、屋上へ中国風塔を追加。

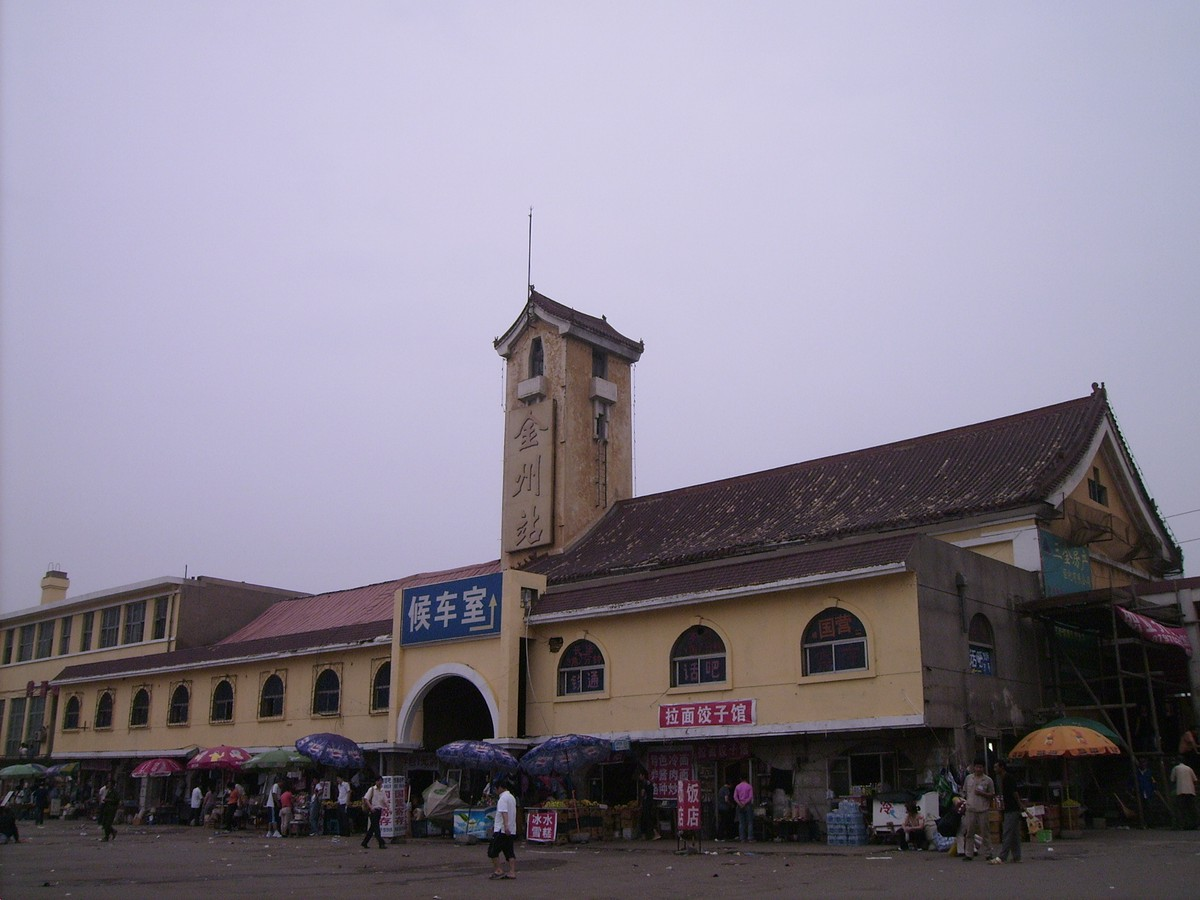
二代目の駅舎

- 2002年、哈大旅客専用線の開通。
- 2008～9年、三代目の駅舎を建築。
- 2015年、丹大城際鉄道の開通。

## 隣の駅
中国国鉄
瀋大線
二十里台駅 - 金州駅 - 南関嶺駅
金荘線
金州駅 - 金州東門駅
| スタブアイコン | サブスタブ | この項目は、まだ閲覧者の調べものの参照としては役立たない、鉄道に関連した書きかけの項目です。この項目を加筆・訂正などしてくださる協力者を求めています（P:鉄道/PJ:鉄道）。 |

座標: 北緯39度05分13秒 東経121度43分20秒 / 北緯39.087度 東経121.7222度